# Bonau TG
| TG ist das Kürzel für den Kanton Thurgau in der Schweiz. Es wird verwendet, um Verwechslungen mit anderen Einträgen des Namens Bonau zu vermeiden. |

Bonau ist eine ehemalige Ortsgemeinde und eine Ortschaft in der Gemeinde Wigoltingen im Bezirk Weinfelden des Schweizer Kantons Thurgau.
Bonau bildete von 1812 bis 1994 eine Ortsgemeinde der damaligen Munizipalgemeinde Wigoltingen. Am 1. Januar 1995 fusionierte die Ortsgemeinde Bonau zur politischen Gemeinde Wigoltingen.

## Geographie
Die an der Kantonsstrasse Frauenfeld–Weinfelden zwischen Thur und Chemebach gelegene Streusiedlung umfasst Bonau, Häusern, Gehrau, Gilhof, Schürli und Tangwang.

## Geschichte

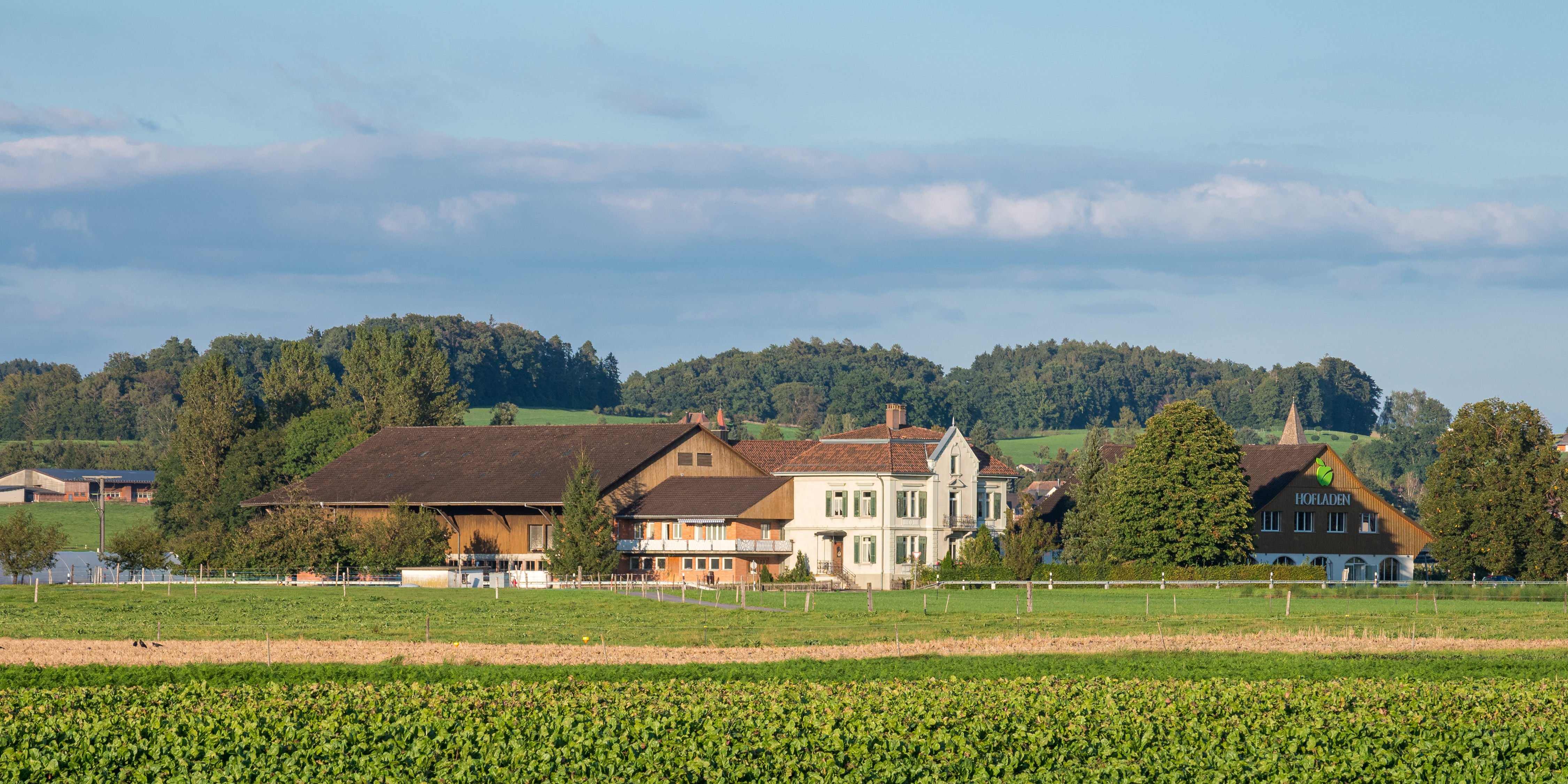
Gillhof (Bonau)

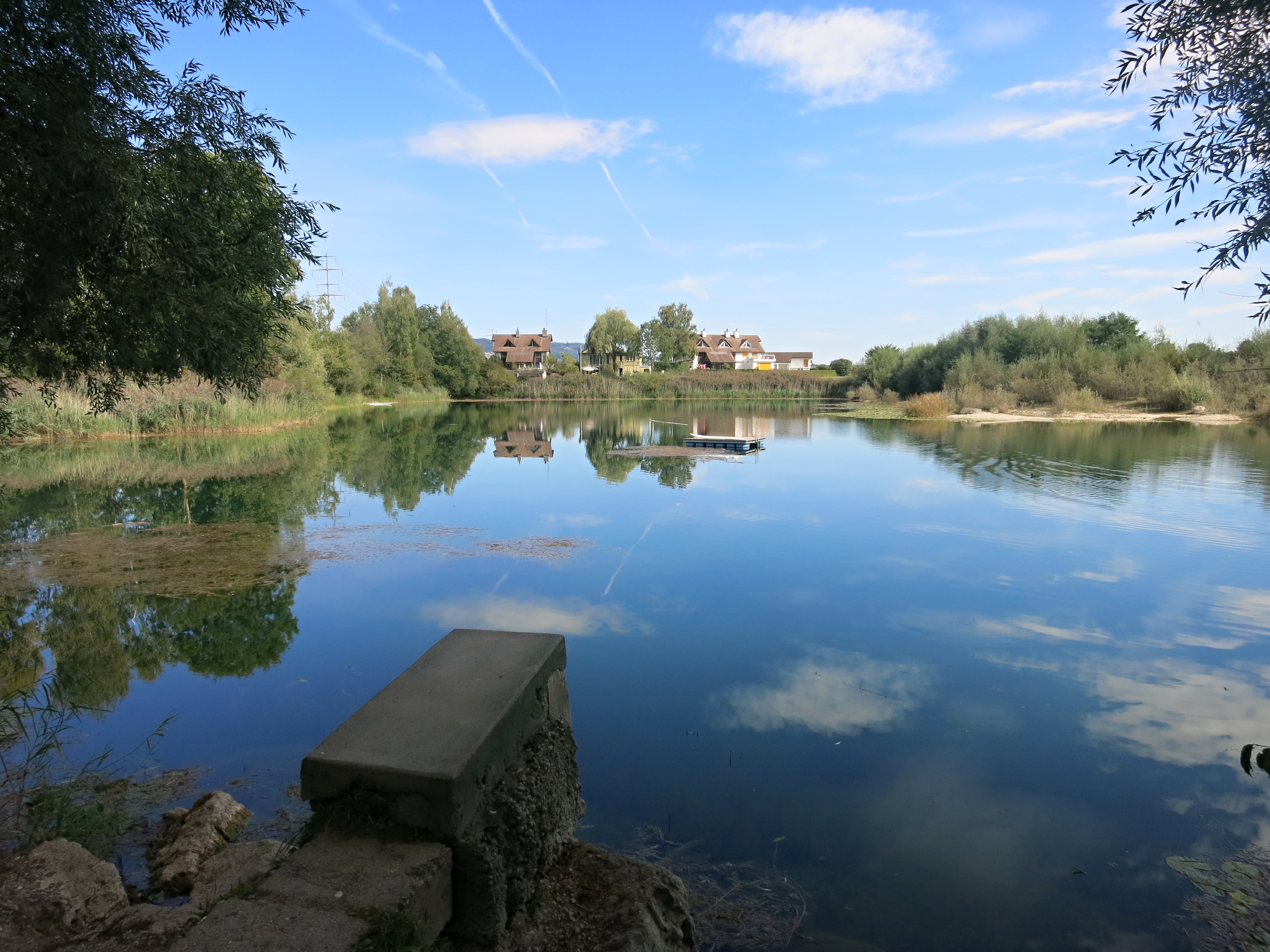
Der Vagoweier ist künstlich durch Kiesabbau entstanden und heute durch seine Vielfalt an Pflanzen und Tieren bekannt.

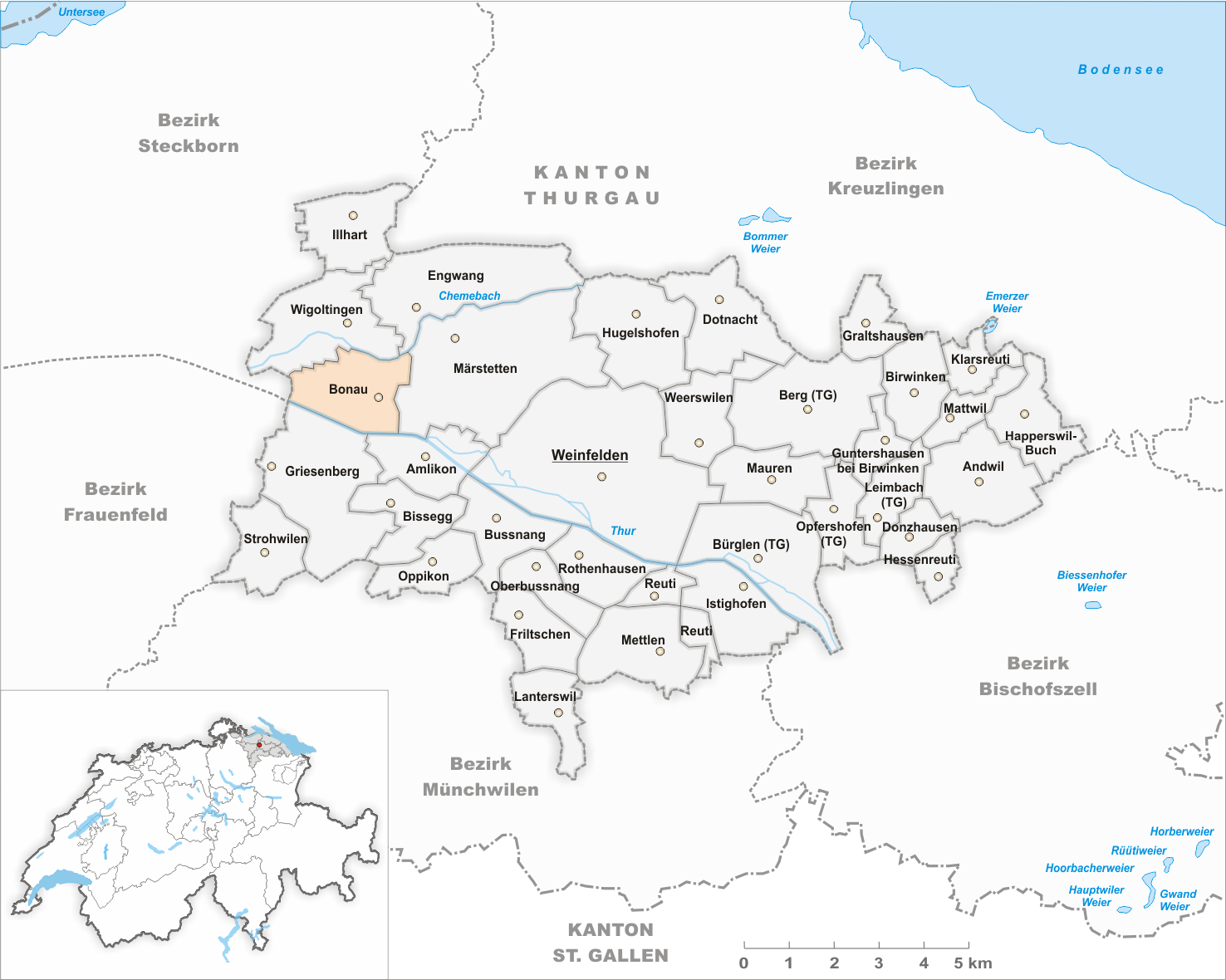
Gemeindestand vor der Fusion im Jahr 1995

1367 wurde der Ort als Bonow erstmals erwähnt. Bis 1798 bildete Bonau ein sogenanntes Hohes Gericht, das direkt dem eidgenössischen Landvogt im Thurgau unterstand. Häusern gehörte zum reichenauischen Gericht Müllheim und Tangwang zum Gericht Wigoltingen, in das sich die Herrschaft Altenklingen und die Dompropstei Konstanz teilten.
Das Gemeindegebiet von Bonau lag in der Pfarrei Wigoltingen, die sich 1528 der Reformation anschloss. Die wenigen Katholiken besuchten ab 1585 die Messe in Müllheim.
Vor der Thurkorrektion war Bonau häufig Überschwemmungen ausgesetzt. In der seit dem 16. Jahrhundert bestehenden Schürlimühle wurde 1922 bis 1958 eine Spinnerei betrieben. Um 1900 erfolgte der Abbau von Kies. Die ehemalige Putzwollefabrik Scherb befand sich in Häusern. Wichtigster Erwerbszweig in Bonau war und ist die Landwirtschaft. 1990 waren 60 Prozent der Erwerbstätigen im ersten Wirtschaftssektor tätig.

## Bevölkerung
| Bevölkerungsentwicklung von Bonau | Bevölkerungsentwicklung von Bonau | Bevölkerungsentwicklung von Bonau | Bevölkerungsentwicklung von Bonau | Bevölkerungsentwicklung von Bonau | Bevölkerungsentwicklung von Bonau | Bevölkerungsentwicklung von Bonau | Bevölkerungsentwicklung von Bonau | Bevölkerungsentwicklung von Bonau |
| --------------------------------- | --------------------------------- | --------------------------------- | --------------------------------- | --------------------------------- | --------------------------------- | --------------------------------- | --------------------------------- | --------------------------------- |
| Jahr                              | 1850                              | 1900                              | 1920                              | 1970                              | 1990                              | 2000                              | 2018                              | 2023                              |
| Ortsgemeinde                      | 197                               | 241                               | 221                               | 275                               | 215                               |                                   |                                   |                                   |
| Ortschaft                         |                                   |                                   |                                   |                                   |                                   | 232                               | 283                               | 309                               |
| Quelle                            |                                   |                                   |                                   |                                   |                                   | [ 4 ]                             | [ 2 ]                             | [ 5 ]                             |

Von den insgesamt 309 Einwohnern der Ortschaft Bonau am 31. Dezember 2023 waren 50 bzw. 16,2 % ausländische Staatsbürger. 119 (38,5 %) waren evangelisch-reformiert und 58 (18,8 %) römisch-katholisch.